# 제임스 H. 윌킨슨
제임스 하디 윌킨슨(James Hardy Wilkinson) FRS (1919년 9월 27일 ~ 1986년 10월 5일)은 특히 물리학과 공학에 유용한 응용수학과 컴퓨터 과학의 경계에 위치한 수치 해석 분야에서 저명한 인물이다.

## 참조
1. 1 2  Fox, L. (1987). “James Hardy Wilkinson 27 September 1919-5 October 1986”. 《Biographical Memoirs of Fellows of the Royal Society》 33: 670–626. doi:10.1098/rsbm.1987.0024.
2. ↑  Wilkinson, J. H. (1961). “Error Analysis of Direct Methods of Matrix Inversion”. 《Journal of the ACM》 8 (3): 281. doi:10.1145/321075.321076.
3. ↑  O’Connor, John J.; Robertson, Edmund F. “제임스 H. 윌킨슨”. 《MacTutor History of Mathematics Archive》 (영어). 세인트앤드루스 대학교.